# Тікей
Тікей, також відомий як Ману, Тікай і Тіку — острів у групі Туамоту у Французькій Полінезії. Тікей — це не типовий атол Туамоту, а окремий острів. Він завдовжки 3,9 км, завширшки 1,6 км, площа суходолу становить 4 км2. Найвища точка острова досягає 3 м над рівнем моря
Географічно Тікей є частиною підгрупи островів Кінг-Джордж (Îles du Roi Georges), до якої входять Ахе, Маніхі, Такапото, Такароа і Тікей.
Тікей незаселений. Раніше люди проживали на острові й головне село називалося Терепорепо. Найближча земля — атол Такапото, лежить за 73 км на північний захід. Острів Тікей малодосліджений.

## Історія
Першим зареєстрованим європейцем, який прибув до Тікей, був голландський мореплавець Якоб Роггевен 18 травня 1722 року. Він назвав цей острів «Карлсхофф».
Російський мореплавець Отто фон Коцебу досяг Тікея у 1816 році. Він назвав його «Романзов», на честь головного спонсора його експедиції.

## Адміністрація
Тікеї належить до комуни Такароа, яка складається з острова Такароа, острова Тікеї та атолу Такапото.